# Xã Hamilton, Quận Franklin, Iowa
Xã Hamilton (tiếng Anh: Hamilton Township) là một xã thuộc quận Franklin, tiểu bang Iowa, Hoa Kỳ. Năm 2010, dân số của xã này là 155 người.